# Marches d'Anjou et de Bretagne
Les Marches d'Anjou et de Bretagne étaient des marches séparantes des duchés d'Anjou et de Bretagne.
Il s'agissait de paroisses du diocèse de Nantes mais relevant partiellement de l'Anjou.

## Territoire

### Marches communes
Les marches communes d'Anjou et de Bretagne comprenaient La Boissière-du-Doré et La Remaudière.

### Marches avantagères
Les marches avantagères à l'Anjou sur la Bretagne comprenaient :
- Au nord : La Varenne, Champtoceaux, Drain, Liré, Saint-Sauveur (Saint-Sauveur-de-Landemont), Landemont, Saint-Christophe (Saint-Christophe-la-Couperie), Saint-Laurent-des-Autels, Le Fuilet ;
- Au sud : Montfaucon (Montfaucon-Montigné), Saint-Crespin (Saint-Crespin-sur-Moine), Tilliers (Tillières), La Renaudière.

Il n'existait pas de marches avantagères à la Bretagne.